# Danny Strong

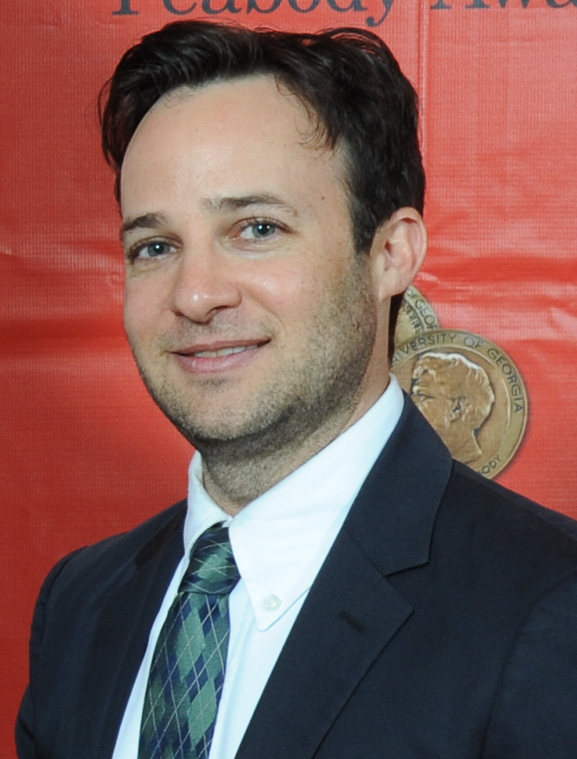
Danny Strong beim Peabody Award (2013)

Danny Strong (* 6. Juni 1974 in Manhattan Beach, Kalifornien) ist ein US-amerikanischer Schauspieler und Drehbuchautor.

## Leben und Karriere
Strong begann bereits auf der Highschool mit dem Theaterspielen und gewann zahlreiche High-School-Drama-Darstellerpreise, woraufhin er an der University of Southern California Schauspiel studierte.
Strong, der mit einer Körpergröße von 1,57 m recht klein für einen Hollywoodschauspieler ist, war zu Beginn seiner Fernsehkarriere 1994 in einigen Folgen der Serie Saved by the Bell: The New Class zu sehen, einem Spin-off von California High School. Eine kleine Nebenrolle hatte er 1995 in dem Film Dangerous Minds – Wilde Gedanken. Es folgten Ende der 1990er Jahre weitere Nebenrollen in den populären Serien Buffy – Im Bann der Dämonen und Clueless – Die Chaos-Clique. Außerdem hatte er kurze Auftritte in den Filmen Pleasantville – Zu schön, um wahr zu sein und God’s Army II – Die Prophezeiung (beide 1998).
Seine ursprünglich kleine Nebenrolle als Jonathan in Buffy, in der er ab 1997 zu sehen war, wurde in späteren Staffeln deutlich ausgebaut. In der vierten Staffel (2000) hatte er zwar nur einen Auftritt, diesen allerdings in der Folge Jonathan, in der er die Hauptrolle spielt. In der sechsten Staffel wandelte sich seine Figur zu einem der Hauptantagonisten der Protagonistin.
Nach dem Ende von Buffy war Strong ab 2003 als Doyle in der Serie Gilmore Girls zu sehen. Er verkörperte bis 2007 den Freund von Paris Geller, gespielt von Liza Weil, in 21 Folgen der Serie. 2007 spielte er die Rolle des Gurkin (einer der Nerds) in dem Film  Sydney White – Campus Queen an der Seite von Amanda Bynes. 2011 übernahm Strong in der Sitcom How I Met Your Mother eine kleine Gastrolle als Trey Platt, der Mr. Eriksen Sr., den Vater von Marshall Eriksen (Jason Segel), beerdigt.
2008 betätigte er sich erstmals als Drehbuchautor und schrieb das Skript zum Film Recount. 2012 erhielt er für das Drehbuch des Films Game Change – Der Sarah-Palin-Effekt einen Emmy. Des Weiteren schrieb er das Drehbuch des Films Der Butler (2013) und adaptierte den Roman Die Tribute von Panem – Flammender Zorn, der 2014 und 2015 unter den Titeln Die Tribute von Panem – Mockingjay Teil 1 und Die Tribute von Panem – Mockingjay Teil 2 in die Kinos kam.
Seit 2015 ist er ausführender Produzent für die von Fox ausgestrahlte Fernsehserie Empire, die er auch als Drehbuchautor mitentwickelte. Die Opioidkrise in den USA verarbeitete er, basiertend auf einem Buch von Beth Macy, in der Serie Dopesick, die 2021 anlief. 2022 wurden May und er hierfür mit dem USC Libraries Scripter Award ausgezeichnet.
Im Dezember 2016 verlobte sich Strong mit seiner Freundin Caitlin Mehner, die er etwa drei Jahre zuvor kennengelernt hatte. Dies gab der Schauspieler auf seinem offiziellen Instagram-Profil bekannt.

## Filmografie (Auswahl)
- 1994: California Highschool 2 (Saved by the Bell: The New Class, Fernsehserie, 5 Folgen)
- 1995: Dangerous Minds – Wilde Gedanken (Dangerous Minds)
- 1996: Fast perfekt (Minor Adjustments, Fernsehserie, Folge 1x09)
- 1996: Das Leben und Ich (Boy Meets World, Fernsehserie, Folge 3x15)
- 1996: Hinterm Mond gleich links (3rd Rock from the Sun, Fernsehserie, Folge 2x08)
- 1996: Hey Arnold! (Fernsehserie, Folge 1x09, Sprechrolle)
- 1996: Night Stand (Fernsehserie, Folge 1x39)
- 1997: Seinfeld (Fernsehserie, Folge 8x13)
- 1997: Fast wie zuhause (Union Square, Fernsehserie, Folge 1x02)
- 1997: Over the Top (Fernsehserie, 2 Folgen)
- 1997: Lasting Silents
- 1997–1999: Clueless – Die Chaos-Clique (Clueless, Fernsehserie, 9 Folgen)
- 1997–2003: Buffy – Im Bann der Dämonen (Buffy the Vampire Slayer, Fernsehserie, 29 Folgen)
- 1998: God’s Army II – Die Prophezeiung (The Prophecy II)
- 1998: Pleasantville – Zu schön, um wahr zu sein (Pleasantville)
- 1999: Perpetrators of the Crime
- 2000: Shriek – Schrei, wenn du weißt, was ich letzten Freitag, den 13. getan habe (Shriek If You Know What I Did Last Friday the Thirteenth)
- 2001: Meine Familie – Echt peinlich (Maybe It's Me, Fernsehserie, Folge 1x07)
- 2001: Asylum Days – Der Killer in dir (Asylum Days)
- 2002: New Suit
- 2003: Seabiscuit – Mit dem Willen zum Erfolg (Seabiscuit)
- 2003: The Afterlife (Fernsehfilm, Sprechrolle)
- 2003–2007: Gilmore Girls (Fernsehserie, 21 Folgen)
- 2004: Johnny Bravo (Fernsehserie, Folge 4x05, Sprechrolle)
- 2004: Polizeibericht Los Angeles (Dragnet, Fernsehserie, Folge 2x07)
- 2006: Outside Sales
- 2006: Nip/Tuck – Schönheit hat ihren Preis (Nip/Tuck, Fernsehserie, Folge 4x15)
- 2007: Veritas, Prince of Truth
- 2007: Sydney White – Campus Queen (Sydney White)
- 2008: Bad Guys
- 2009: Weather Girl
- 2009: Leverage (Fernsehserie, Folge 1x09)
- 2009: Robbin' in da Hood
- 2010–2013: Mad Men (Fernsehserie, 5 Folgen)
- 2011: How I Met Your Mother (Fernsehserie, Folge 6x14)
- 2012: Grey’s Anatomy (Fernsehserie, Folge 8x18)
- 2013: Der Butler (Lee Daniels' The Butler)
- 2014–2015: Girls (Fernsehserie, 2 Folgen)
- 2014–2015: Justified (Fernsehserie, 4 Folgen)
- 2015: Knight of Cups
- 2016: Love (Fernsehserie, Folge 1x02)
- 2016: Popstar: Never Stop Never Stopping
- 2016: Gilmore Girls: Ein neues Jahr (Gilmore Girls: A Year in the Life, Miniserie, 2 Folgen)
- seit 2017: Billions (Fernsehserie)
- 2021: Dopesick (Miniserie)